# Leucopogon juniperinus
Leucopogon juniperinus är en ljungväxtart som beskrevs av Robert Brown. Leucopogon juniperinus ingår i släktet Leucopogon och familjen ljungväxter. Inga underarter finns listade i Catalogue of Life.